# Caminomorisco
Caminomorisco – gmina w Hiszpanii, w prowincji Cáceres, w Estramadurze, o powierzchni 147,06 km². W 2011 roku gmina liczyła 1211 mieszkańców.